# 花木蘭2
《花木蘭2》（英語：Mulan II）是一部由華特迪士尼製作、於2005年初以录影带首映方式發行的電腦動畫電影。它是之前於1998年發行的電影《花木蘭》的續集。它是由達羅·盧尼（Darrell Rooney）以及琳恩·梭特蘭（Lynne Southerland）兩人共同導演的作品，其故事內容除了延續上集外，主要在敘述主角花木蘭和李翔將軍（General Li Shang）有一個任務：他們兩個必須要護送皇帝的三個女兒至外族「契骨」的國家，和其王子們成親。組成這部電影劇情的要素大致上有：安排婚姻、忠誠、友情、尋找真愛、相信和做抉擇等。除了艾迪·墨菲（木須）以及蜜莉安·瑪格斯（媒婆）等配音員被替換之外，其它幾乎所有上一集的配音員都有回到本集繼續擔任自己的角色，被替換掉的配音員則由馬克·莫斯里等人取代之。
電影以錄影帶的形式於2002年2月1日於美國發行，但是在影評界的反響難言甚好，受批評的部分在於對特需經營權的消耗、電影節奏與劇情設計。

## 劇情
匈奴之戰的一個月後，李翔將軍（General Shang）來到木蘭（Mulan）的家鄉向她求婚，而木蘭也答應了。花家的守護龍木須（Mushu）聽到了這個消息以後，非常的高興，直到他聽了花家的祖先說，根據中國嫁夫隨夫的習俗，一旦花木蘭嫁出去後，木須在花家中就不再具有守護龍的地位了。木須之後為了要保住自己在花家守護龍的地位，就一直使花招，想盡辦法讓木蘭和李翔之間產生糾紛，阻止其婚姻。李翔求婚的同時，皇帝（Emperor）派給了李翔將軍和木蘭一個任務：他們兩個必須要護送皇帝的三個女兒婷婷（Ting-Ting）、素素（Su）及小梅（Mei）到外族契骨（Qui Gong）去和其王子和親，以避免強大蠻族的威脅勢力。如果這項任務在三天內沒有完成，中國和契骨的同盟就會瓦解，而蒙古族（Mongol）就會入侵中國。於是，李翔和木蘭兩人就整裝待發，僅帶著前一集出現的阿寧（Ling）、阿堯（Yao）、金寶（Chien-Po）三位士兵一同前往護送皇帝的三個女兒到契骨。
但是，一路上木須為了要保住自己的地位，不斷的嘗試分開木蘭和李翔，不過一直都沒有效果。皇帝的三個女兒其實並不喜歡有關這次被強制安排的婚姻，因為她們在被護送的路途上都分別找到了自己的真愛：阿寧、阿堯和金寶。木蘭是一個喜好自由追求愛情的人，所以也對這件事為他們感到很興奮。但是這卻違背了李翔的想法和皇帝派遣的任務。木須卻趁著這個機會假扮木蘭，在李翔的帳篷前說他的壞話，導致李翔終於對木蘭開始有了芥蒂。一天晚上，三個士兵分別帶著三個公主一起趁著木蘭和李翔不注意的時候，就偷偷溜出營區，到附近的一個小鎮遊玩。在那裡，阿寧、阿堯和金寶分別都表現了自己，使得公主和士兵們終於互相告白。木蘭發現後也對這事感到高興，但李翔將軍卻感到很不滿。在尷尬中，一行人進入了強盜的地盤。這時，在蟋蟀（Cri-Kee）的施壓下，木須終於向木蘭坦承會使她和李翔之間發生這麼多問題都是因為自己在做怪，這使得木蘭對木須從中作梗的行動很生氣。木蘭知道後，就嘗試要和李翔解釋，但是這時剛好碰上強盜突襲。在一陣混亂中，李翔將軍因為吊橋斷裂，所以就掉到了河谷中。木蘭感到非常傷心，而決定由於李翔將軍已經不在了，所以就代替三位公主犧牲自己去嫁給契骨的大王子。
李翔將軍在掉下河谷後並沒有死亡，他聽到這個消息後，就想要趕上木蘭並阻止她。最後，木須就假扮自己是偉大的金龍，欺騙契骨的國王，使最後木蘭和三個公主都得以放行，順利回到中國。最後，李翔將軍結合了自己和花家的祠堂牌位，這就代表了木須能夠保有他在花家守護龍的地位，而木蘭和李翔也順利成親。

## 配音員
| 配音                         | 配音                           | 配音                        | 角色                             |
| 英語                         | 國語                           | 粵語                        | 角色                             |
| ---------------------------- | ------------------------------ | --------------------------- | -------------------------------- |
| 溫明娜 莉亞·莎隆嘉（唱）     | 劉小芸                         | 郭碧珍(對白) 高少華(唱歌)   | 花木蘭（Fa Mulan）               |
| 黃榮亮                       | 康殿宏                         | 盧家煒                      | 李翔將軍（General Li Shang）     |
| 馬克·摩斯雷                  | 姜先誠                         | 李建良                      | 木須（Mushu）                    |
| 劉玉玲 貝絲·布蘭克希伯（唱） | 許淑嬪 陳秀珠（唱）            | 杜雯惠                      | 小梅公主（Princess Mei）         |
| 哈維·弗雷斯頓                | 楊少文                         | 梁灼彬                      | 阿堯（Yao）                      |
| 吳珊卓 朱迪·庫               | 崔幗夫                         | 劉雅麗                      | 婷婷公主（Princess Ting-Ting）   |
| 杰德·渡辺                    | 孫中台                         | 羅君左(對白) 柳重言(唱歌)   | 阿寧（Ling）                     |
| 勞倫·湯姆 曼蒂·格扎雷紫      | 林佑俽 蕭蔓萱（唱）            | 林小寶                      | 素素公主（Princess Su）          |
| 傑瑞·東多                    | 張立威                         | 施介強                      | 金寶（Chien-Po）                 |
| 森田則之                     | 佟紹宗                         | 李忠強                      | 中國皇帝（The Emperor of China） |
| 乔治·武井                    | 孫德成                         | 龔國強                      | 花祖先（First Ancestor Fa）      |
| 瓊·福雷                      | 崔幗夫                         | 黎萱                        | 花婆婆（Grandmother Fa）         |
| 佛雷达·冯·生                 | 陳季霞                         | 謝月美                      | 花李氏（Fa Li）                  |
| 法蘭克·華克特                | 使用原音                       | 使用原音                    | 蟋蟀（Cri-Kee）                  |
| 法蘭克·華克特                | 使用原音                       | 使用原音                    | 小弟弟（Little Brother）         |
| 吳順泰                       | 胡立成                         | 朱克                        | 花弧（Fa Zhou）                  |
| 艾波·文切爾                  |                                | 劉淑儀                      | 媒婆（The Matchmaker）           |
| 吉莉安·亨利                  | 曾詩淳                         | 李展瑩                      | 莎榮（Sha-Ron）                  |
| 奇恩·杨                      | 陳明陽                         | 古明華                      | 秦（Lord Qin）                   |
| 关颖珊                       |                                |                             | （Shopkeeper）                   |
|                              | 劉安 周寧 王艾妮 王佳翎 姜以婕 | 覃恩美 關信培 邵美君 黃文偉 |                                  |

## 電影原聲帶
這個原聲帶中包括了許多電影中參與的配音員等所演唱的歌曲，專輯內容主要取自該電影的電影配樂，是由 喬·麥尼利（Joel McNeely）所作曲的。其發行日期為2005年1月25日，發行商為華特迪士尼錄音公司。

### 曲目列表
1. Lesson Number One－莉亞·莎隆嘉及合唱團
2. Main Title (Score)
3. Like Other Girls－朱蒂·坤（Judy Kuhn）、貝斯·布蘭克席普、曼蒂·岡薩列茲
4. A Girl Worth Fighting For (Redux)－傑德·渡辺（英语：Gedde Watanabe）、傑瑞·湯多（英语：Jerry Tondo）、哈維·菲爾斯坦（Harvey Fierstein）
5. Here Beside Me－海莉·薇思特拉
6. (I Wanna Be) Like Other Girls－原子少女貓
7. The Journey Begins (Score)
8. In Love and in Trouble (Score)
9. The Attack (Score)
10. Shang Lives! (Score)
11. Here Beside Me (Instrumental)

## 外部連結
- AllMovie上《花木蘭2》的资料（英文）
- 大卡通資料庫上《花木蘭2》的資料（英文）

- 互联网电影数据库（IMDb）上《花木蘭2》的资料（英文）
- 爛番茄上《花木蘭2》的資料（英文）
- 豆瓣电影上《花木蘭2》的資料 （简体中文）
- 时光网上《花木蘭2》的資料（简体中文）